# Parti national-libéral (Allemagne)
Pour les articles homonymes, voir Parti national-libéral.
Le parti national-libéral (en allemand : Nationalliberale Partei) d'Allemagne était un parti politique de l'Empire allemand. Il a été fondé en 1867 et a disparu en 1918.
Le parti national-libéral nait en 1866 de la scission du parti progressiste allemand, dont il correspondait à l'aile conservatrice. En plein conflit constitutionnel prussien, la loi sur les indemnités d'Otto von Bismarck fit voler en éclats le peu de cohésion restant. Sur l'appel de 15 membres du parti progressiste et de 9 membres de l'aile gauche du Zentrum en septembre 1866, la fraction nationale-libérale fut créée le 17 novembre 1866 à la chambre des représentants de Prusse. Elle rassemblait 19 membres, parmi eux Heinrich von Hennig, Karl Twesten, Eduard Lasker ou Friedrich Hammacher.

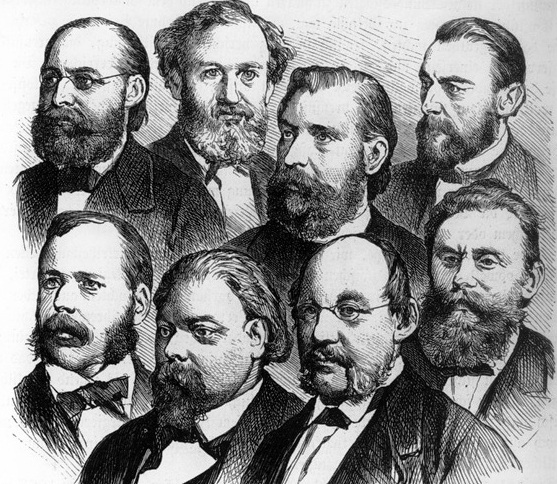
Meneurs politiques du parti, en haut : Wilhelm Wehrenpfennig, Eduard Lasker, Heinrich von Treitschke, Johannes von Miquel, en bas : Franz von Roggenbach, Karl Braun, Rudolf Gneist, Ludwig Bamberger.

## Ligne idéologique
La raison d'être du parti est la question de l'unité allemande.
Les libéraux, encore relativement unis en 1867, croient en la raison autonome, dans l'éducation, dans l'individu, dans la responsabilité individuelle issus d'abord du protestantisme et ensuite de Emmanuel Kant, dans le talent et le mérite. Ils sont aussi favorables à une société citoyenne plutôt qu'à une société féodale. Ils croient encore en la culture, le droit qui s'exprime au travers de la constitution, dans l'équilibre entre ordre et liberté, dans le travail et la famille, dans la nation. Ils sont anti-cléricaux, voire anti-religieux. Économiquement ils soutiennent l'économie libre, la loi du marché, la non-intervention étatique. Ils n'ont que peu de revendications sociales, incarnant en cela l'école de Manchester. Finalement ils sont favorables aux réformes en lieu et place de la réaction ou de la révolution.
Par contre, ils s'opposent au socialisme, aux radicaux, au clergé, au catholicisme, au particularisme, aux conservateurs, aux féodaux et aux opposants de l'internationalisme.
Sur un plan plus concret, les libéraux ne veulent pas d'un régime parlementaire. Le programme de 1867, réclame une constitution, l'assurance des décisions budgétaires pour le parlement, en matière civile comme militaire, des réformes en matière administrative et une réforme de la chambre des seigneurs de Prusse.
Le parti est notamment soutenu par la haute bourgeoisie industrielle.

## Histoire

### Soutien de Bismarck

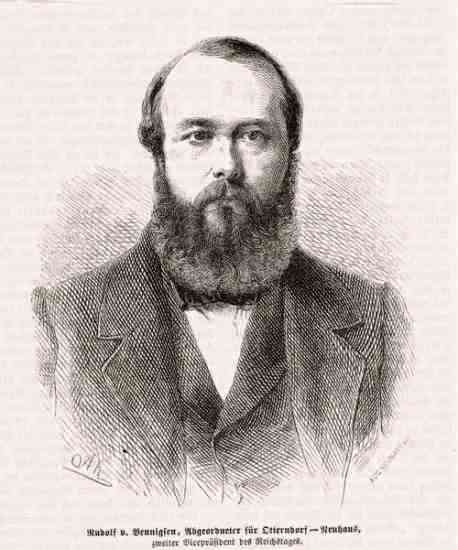
Rudolf von Bennigsen est le président du parti.

Les libéraux considèrent que la constitution de la Confédération de l'Allemagne du Nord est une avance pour plus tard.
Malgré la scission les libéraux restent dans un premier temps relativement unis : que ce soit sur la question du Kulturkampf ou en matière économique ou contre la limitation du pouvoir parlementaire.
En 1871, les libéraux ont atteint un de leurs principaux objectifs : l'unité allemande. Le parti soutient le chancelier Bismarck dans sa politique afin d'obtenir la liberté et l'unité. Il espère influencer progressivement la ligne du chancelier afin d'imposer de construire un État de droit. Ils obtiennent un certain succès dans l'hémicycle en parvenant à imposer la liberté de circulation, économique, leur vision de la justice, dans l'organisation de l'administration fédérale et sur le Kulturkampf.
Les libéraux étant opposé aux catholiques, leur soutien au Kulturkampf est logique. Il a également pour objectif stratégique de séparer Bismarck du Zentrum et des conservateurs.
En 1872, les libéraux obtiennent une importante réforme de la carte électorale qui met fin au féodalisme administratif, toutefois les résultats ne sont pas au rendez-vous. Ils sont par contre contraint au compromis sur les questions militaires et notamment celle du septennat, c'est-à-dire que le budget de l'armée n'est voté que tous les 7 ans. Les libéraux ne veulent pas intervenir en matière de politique étrangère.
La coopération avec Bismarck n'est cependant pas sans conséquence pour le parti. Tout d'abord elle creuse le fossé avec le parti progressiste qui lui reproche le manque de progrès en matière constitutionnelle, que Bismarck refuse en bloc, et ses autres compromis contraire à l'idéologie libérale. Elle n'a plus l'avantage d'être dans l'opposition les insatisfaits se retournent donc contre le parti.

### Prise de distance du chancelier

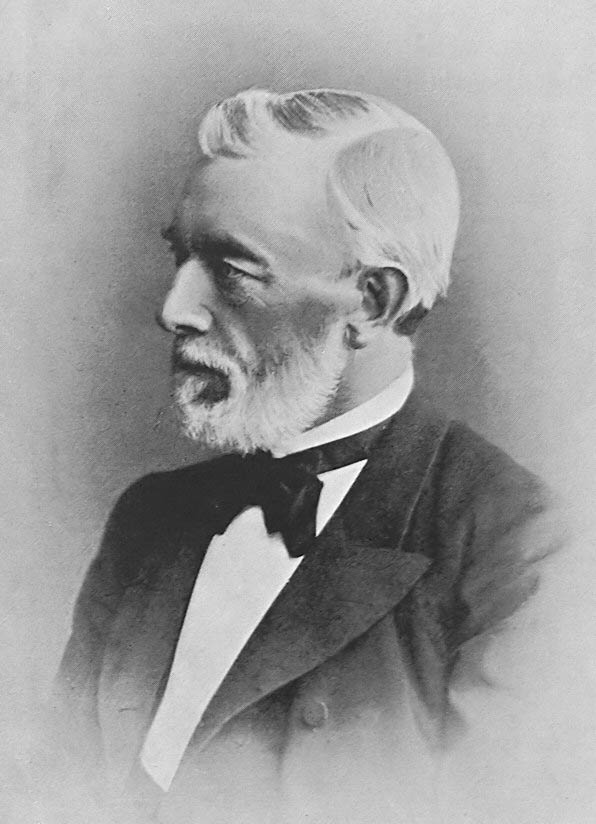
Johannes von Miquel.

La grande dépression économique qui débute en 1873, met les intérêts corporatistes au premier plan. Certains réclament la mise en place de barrières douanières protectrices, contraire à la logique de libre-échange défendu par le parti. Non pas d'ailleurs pour des raisons économiques mais idéologiques. Ensuite la dégradation de la situation économique remit en question son modèle libéral.
Bismarck qui souhaite alors se rapprocher des conservateurs, décide d'affaiblir ses anciens alliés ce à quoi ces derniers ne s'attendent pas. En effet, en 1877 Rudolf von Bennigsen, le président du parti, se voit proposer un poste de ministre et de vice-chancelier officieux par le chancelier impérial. Celui-ci refuse. Les libéraux sont déboussolés par la fin du Kulturkampf qu'a décidé Bismarck. Ce dernier utilise les lois antisocialistes dirigées contre les mouvements ouvriers, que les libéraux ont refusé de voter en première lecture pour influencer l'électorat lors de la campagne électorale. L'empereur Guillaume Ier a été victime peu après d'attentats. Les libéraux subissent une cuisante défaite, le parti libéral-national doit voter les lois antisocialistes, le parti progressiste ne le fait pas. Le chancelier assène un second coup en mettant la question des tarifs douaniers à l'ordre du jour du parlement.
Benningsen, qui veut rester allié au chancelier, parvient à convaincre son parti de voter en faveur des nouveaux tarifs douaniers sous condition que le parlement ait un droit de regard sur les recettes. Bismarck refuse cette offre et fait passer la réforme avec l'aide du Zentrum. Sa volonté de diviser le parti est claire. Un petit groupe de l'aile gauche fait scission et forme l'union libérale.
Après cet événement, les nationaux-libéraux se rapprochent des conservateurs, restant nationaliste, anti-socialiste surtout et un peu anti-clérical et anti-féodal.

### Retrait de Benningsen
En 1883, Benningsen, rencontrant peu de succès dans sa tentative d'arbitrer les échanges entre Bismarck et son opposition, décide démissionner de son poste de président du parti. En 1884, Johannes von Miquel écrit la déclaration d'Heidelberg qui sert de ligne directrice au parti. Elle approuve la politique de Bismarck en matière militaire, coloniale, anti-socialiste, douanière, pour la protection de l'agriculture et des entreprises de taille  moyenne, ainsi que pour la suprématie de l'État par rapport aux partis politiques. Elle renonce à tout programme à la Gladstone, comme le soutient le Parti radical allemand. Si les provinces de l'est de la Prusse sont tout d'abord réticente, rapidement tout le parti suit cette ligne.
De manière étonnante, le parti incorpore aussi une partie sociale à son programme, en soutenant la création d'une sécurité sociale, contrairement aux conservateurs et aux partis dit libéraux censés être plus à gauche. Miquel est un ferme défenseur de la politique sociale qu'il considère comme une des questions politiques les plus importantes pour le futur. Il est favorable à une politique du logement, pour la propriété, la politique défensive et la reconnaissance des syndicats.
Dans la lignée de ce rapprochement avec le chancelier, lors de la campagne électorale de 1887 se forme le cartel, une alliance, entre les  réactionnaires et les deux partis conservateurs : libre et ancien. Il soutient le septennat promu par le chancelier.

### Changement de ligne politique
Les idéaux libéraux sont en crise : le renforcement du pouvoir parlementaire et la réorganisation de l'Empire pour lui donner plus de pouvoir ne font plus recette. Face à ce constat, plusieurs remèdes sont tentés : le premier consiste à adopter une posture défensive contre les tentatives de réduction de la liberté comme la lex Heinze (de) dans les années 1890. La seconde consiste à renforcer la structure du parti et la fidélité des militants. Les groupes d'intérêt, comme la ligue pangermaniste et la fédération centrale des industriels allemands (de) se rapprochent également du parti. Même si leur influence électorale est faible, elles permettent de financer le parti. La dernière solution est de changer le programme politique. Refusant de devenir un parti de classe, le choix d'un programme plus nationaliste et impérialiste semble judicieux alors que ce dernier courant politique gagne du terrain partout. Ce n'est cependant pas le seul parti à occuper le créneau.
Dans les années 1890, le parti refuse de voter des lois anti-socialistes. Cependant les idées sociales de Miquel ne s'imposent pas vraiment au sein du parti. Le social-libéralisme est laissé aux autres partis libéraux allemands plus à gauche.
Le parti devient relativement conservateur, même s'il s'oppose à ces derniers sur les questions de l'école, la politique répressive et les intérêts agricoles que représentent le parti conservateur influencé en cela par la Fédération des agriculteurs. Il soutient la politique de flotte, la politique coloniale et le tarif douanier de 1902. Le parti politique dominant à l'époque reste toutefois le Zentrum.
En août 1887, 28 hommes politiques majeurs quittèrent le parti, étant en désaccord avec sa politique et en particulier avec le nouveau tarif douanier.
À partir de 1901 eut lieu un rapprochement avec les libéraux de gauche rassemblés dans les partis Fresinnig (Parti populaire radical et Union radicale). Cependant la volonté de reconstituer une grande force libérale portée par les jeunes membres échoue face à la résistance des dirigeants des partis.

### Bloc Bülow
En 1906, le chancelier Bernhard von Bülow parvient pour les élections législatives à rassembler sur son nom les forces des partis conservateurs, du parti national-libéral et libéraux de gauche. Cette coalition est connue comme le « bloc Bülow » et remporte la majorité aux élections. Une loi sur les associations progressistes est votée. Toutefois au bout de deux ans et demi les conservateurs brisent l'alliance de peur de voir les libéraux réclamer la levée d'impôts directs.

### Tiraillements
Une aile du parti est contre l'alignement avec les conservateurs sur les questions douanières, la politique sociale. Elle est également pour un rapprochement avec les libéraux de gauche et peut-être même favorable à une réforme du droit de vote en Prusse. Elle supporte Gustav Stresemann. Toutefois le parti tente de rester uni, ce qui lui ôte une grande partie de sa liberté d'action. Il reste donc relativement faible.

## Première Guerre mondiale
Les nationaux-libéraux apportèrent un soutien appuyé aux militaires lors de la guerre. Favorables à l'offensive, aussi bien au niveau terrestre, que maritime ou colonial, ils voulaient de larges annexions territoriales et soutenaient la guerre sous-marine sans limite.
Le parti rejeta la résolution demandant la paix du 19 juillet 1917 proposée par le Parti social-démocrate d'Allemagne, le Zentrum et le parti populaire progressiste. Par la suite son aile gauche céda devant les développements peu favorables de la guerre.
Après la révolution allemande de 1918 le parti est dissous. Son aile gauche rallie le parti démocrate allemand (DDP) et son aile droite le parti national du peuple allemand (DNVP). La majorité des membres forma toutefois le Parti populaire allemand (DVP), mené par Gustav Stresemann. Le DVP était un parti souvent au gouvernement pendant la période de la république de Weimar.

## Résultats électoraux
| Année | %    | Sièges    |
| ----- | ---- | --------- |
| 1871  | 30,1 | 119 / 382 |
| 1874  | 29,7 | 154 / 397 |
| 1877  | 27,2 | 128 / 397 |
| 1878  | 23,1 | 99 / 397  |
| 1881  | 14,7 | 47 / 397  |
| 1884  | 17,6 | 51 / 397  |
| 1887  | 22,2 | 97 / 397  |
| 1890  | 16,3 | 41 / 397  |
| 1893  | 13,0 | 52 / 397  |
| 1898  | 12,5 | 48 / 397  |
| 1903  | 13,9 | 51 / 397  |
| 1907  | 14,5 | 55 / 397  |
| 1912  | 13,6 | 45 / 397  |

### Électeurs
Le parti ne repose pas sur une assiette d'électeurs large ou précise. Les notables — personnes éduquées — forment sa base la plus solide. La plupart des électeurs sont protestants, l'anti-catholicisme étant une raison majeure du vote libéral. La notoriété des députés libéraux sur le plan local explique ce succès également. Les mouvements et partis politiques n'ayant alors que peu d'influence. Les liens au parti ne sont pas si forts chez les électeurs libéraux que par exemple chez les catholiques ou plus tard chez les ouvriers. Au départ les associations sportives, de chant ou de tir, soutiens historiques du mouvement national, votent pour eux, mais après l'unification la plupart deviennent soit apolitiques ou disparaissent.
Toutefois rapidement le suffrage universel les désavantage. Les protestants orthodoxes se tournent vers les conservateurs. Le positionnement « anti » : anti-catholiques, anti-socialistes, anti-Junker, anti-particularistes, anti-aristocrates n'est pas non plus toujours un avantage en période électorale, à part dans le cas des ballotages. Enfin le fait que l'unité soit réalisée enlève un des grands points fédérateurs du programme du parti. La question des libertés ne mobilise également plus qu'en temps de menace pour celles-ci. Il devient petit-à-petit le parti de la bourgeoisie et donc des antis.
Le parti refuse de devenir un parti de classe, de la bourgeoisie dans ce cas. Ses membres considèrent en effet que la nation est supérieure aux classes.

### Succès initiaux
Après la déception des élections du Zollparlament en 1868, les libéraux gagnent largement les  élections de 1871, après la formation du Reich. Le parti-national a ainsi 39 % des sièges, celui progressiste 12,3 %. En Prusse aux élections du parlement prussien de 1873 et 1876, ils remportent également un large succès.

### Lent déclin
Le fait que le parti soit le parti au pouvoir, et non plus l'opposition comme longtemps lui fait perdre des voix, les insatisfaits de tout bord ne votant plus pour lui. Les scores électoraux s'érodent ainsi en 1877 et 1878. Les manœuvres politique de Bismarck expliquent également leur défaite en 1878. Les élections prussiennes de 1879 marque également un tournant : le parti passe de 169 sièges à 104, perdant en même temps sa majorité face aux conservateurs. En 1883, ils sont 126, puis en 1913 113. Dans États de Bavière, Bade et Saxe, le parti perd également des électeurs et des mandats. Ainsi en Bavière leur nombre de sièges recule de 70 en 1881 à 30 en 1912. Il reste par contre fort dans les villes hanséatiques et là où le vote censitaire est en vigueur.

### À partir de 1890
À partir des années 1890, règne un certain équilibre entre le parti national-libéral et les radicaux. Les libéraux perdent des mandats entre les années 1880 et les années 1910, pas tant à cause d'une perte d'électeurs qu'à cause de la grande répartition de ceux-ci, ce qui constitue un désavantage dans un suffrage à la majorité. Les circonscriptions où se trouvent de nombreuses petites villes sont surreprésentées. Ceci et les tentatives d'alliances avec les conservateurs dégradent leur image auprès des autres électeurs. Le bloc Bülow de 1906 leur permet de retrouver le succès.

## Structure

### Comité central et associations
Au départ peu structuré le parti s'organise de plus en plus avec le temps. Ainsi en 1903, le comité central a 12 employés, en 1909 17. Les associations nationales-libérales se développent également au fil des années. En 1890, il y en a environ 300, en 1907 940 et en 1914 2 207. Leur nombre de membres croient également, en 1910 ils sont environ 200 000, en 1914 284 000 soit en 1912 plus ou moins 11 % des électeurs du parti.

### Répartition régionale
Au départ les libéraux restent relativement unis. Dans de nombreux États, surtout dans le sud de l'Allemagne, la scission n'est pas effective à l'exception toutefois du Wurtemberg. Jusque dans les années 1870, ils sont ainsi rassemblés dans les parlements de Bavière et de Bade.
Le parti national-libéral a de nombreux électeurs dans le Palatinat rhénan ou en Franconie à cause de son orientation anti-catholique. Il dispose également d'une bonne implantation dans les petits États et dans ceux où la population se sent peu liée à leur souverain comme dans la Frise ou dans la province de Hanovre. Dans les années 1890, le Schleswig-Holstein est également une région où le parti est bien ancré. Les villes hanséatiques, les chambres de commerce et les conseils municipaux sont également des bastions libéraux. Ainsi dans les villes de plus de 10 000 habitants de province de Westphalie le suffrage censitaire leur assure en 1911 60 % des sièges, en Bavière dans les villes de  plus de 4 000 habitants ils récoltent 35 et 39 % des voix en 1908 et 1911,.
Dans certaines régions du sud et de l'ouest le parti conservateur n'est pas présent, laissant un vide occupé par le parti-national libéral.

## Membres
Les députés du parti sont principalement des notables, ayant pour la plupart fait des études. On compte également quelques membres de la classe moyenne et des propriétaires d'exploitations agricoles de taille moyenne.
En 1878, une première scission d'une 15e de partisans du protectionnisme a lieu. Après cette scission, le tournant à droite du parti fait augmenter la part des entrepreneurs dans  les rangs de ses députés : en 1877 elle est de 13 %, en 1887 de 32 %. La bourgeoisie ayant fait des études régressent par contre de 60 % à 45 %.
L'aile gauche autour de Lasker, Bamberger, Forckenberg et Richkert quitte le parti en mars 1880 et forme la Sezession afin de manifester contre l'acceptation du septennat et l'abandon du Kulturkampf.
Les membres importants du parti étaient : Rudolf von Bennigsen, Johannes von Miquel, Ludwig Bamberger, Eduard Lasker, Friedrich Hammacher, Gustav Haarmann (de), Arthur Hobrecht, August Metz (de), Wilhelm Oncken et Friedrich Oetker (de) dans le Grand-duché de Hesse. En Prusse, les meneurs étaient Karl Twesten et Hans Victor von Unruh au XIXe siècle puis Ernst Bassermann, Robert Friedberg (de), Walter Lohmann (de) et Gustav Stresemann au XXe siècle.

### Citations
1. ↑  « Alldeutscher Verband ».
2. ↑  « Bülow Block ».